# Plopi (okręg Braiła)
Plopi – wieś w Rumunii, w okręgu Braiła, w gminie Mărașu. W 2011 roku liczyła 237 mieszkańców.